# Dhemaji
Dhemāji är en ort i Indien.   Den ligger i distriktet Dhemaji och delstaten Assam, i den östra delen av landet, 1 700 km öster om huvudstaden New Delhi. Dhemāji ligger 110 meter över havet och antalet invånare är 13 058.
Terrängen runt Dhemāji är mycket platt. Runt Dhemāji är det tätbefolkat, med 266 invånare per kvadratkilometer. Det finns inga andra samhällen i närheten. Trakten runt Dhemāji består till största delen av jordbruksmark.